# Dormans
Dormans é uma comuna francesa na região administrativa do Grande Leste, no departamento de Marne. Estende-se por uma área de 22.58 km², e possui 2.919 habitantes, segundo o censo de 2018, com uma densidade de 130 hab/km².